# Al Foster
Al Foster (født 18. januar 1944 i Richmond, Virginia, død 28. maj 2025 i New York City)  var en amerikansk jazztrommeslager.
Foster startede som trommeslager i 1960´erne i Blue Mitchells gruppe, og overtog først i 1970´erne trommepladsen i Miles Davis' gruppe, da Jack DeJohnette forlod den. Han spillede med bl.a. McCoy Tyner, Joe Henderson, Freddie Hubbard, John Scofield, Wayne Shorter, Herbie Hancock, Sonny Rollins, Dexter Gordon og Stan Getz.